# Меморіальний дім-музей С. Т. Аксакова
Меморіальний дім-музей С.Т. Аксакова  — музей в місті Уфі, розташований у будинку, в якому жив письменник С.Т. Аксаков. Музей є філією Національного музею Республіки Башкортостан. Заснований у 1978 році.

## Будівля
Дім-музей С. Т. Аксакова розташований у м. Уфі на березі річки Білої.
Будівля музею є зразком дерев'яної архітектури кінця XVIII століття — пам'яткою історії та архітектури. Будинок зведений з уральської модрини, нині збереглася анфіладна побудова кімнат. Частина будинку була пристосована під канцелярію, а у другій половині знаходилися житлові кімнати.
Власником будинку був дід Сергія Тимофійовича Аксакова — Микола Степанович Зубов. Микола Степанович працював колезьким радником і виконував керівну посаду товариша намісника, в руках якого була зосереджена адміністративно-судова влада. У цьому будинку жила і виховувалася його дочка — Марія Миколаївна Зубова, яка в 1788 році вийшла заміж за прокурора земського суду — Тимофія Степановича Аксакова, і вони оселяються окремо.
У 1795-1797 роках у будинку проживала сім'я Сергія Тимофійовича Аксакова. За його книгою «Дитячі роки Багрова-онука» будинок був відомий як «родове гніздо».
До відкриття музею в приміщенні розташовувалася бібліотека профспілки працівників освіти.

## Експозиція музею
З кінця 1980-х рр. почалася реставрація, яка проходила під контролем автора архітектурного реставраційного проекту З. М. Хатмулліної. Художньо-експозиційний проект виконали московські художники-архітектори О.М. Лаврова і B.C. Таукіна. Збір експонатів, образотворчого та літературного матеріалу було здійснено співробітниками музею Е.Д. Терегуловою і Т.Є. Замятіною
У 1991 році, оголошеному за ініціативою ЮНЕСКО «роком Аксакова», до 200-річчя з дня народження письменника була відкрита експозиція музею. Експозиція музею розташовується в 14 залах. Музейний фонд налічує близько 3 тисяч одиниць зберігання.
Експозиція меморіальної частини Аксаковського музею відтворює інтер'єр другої половини XVIII століття, знайомить з історією Уфи і Уфимського намісництва, а також з «сімейною хронікою» Зубових-Аксакових.

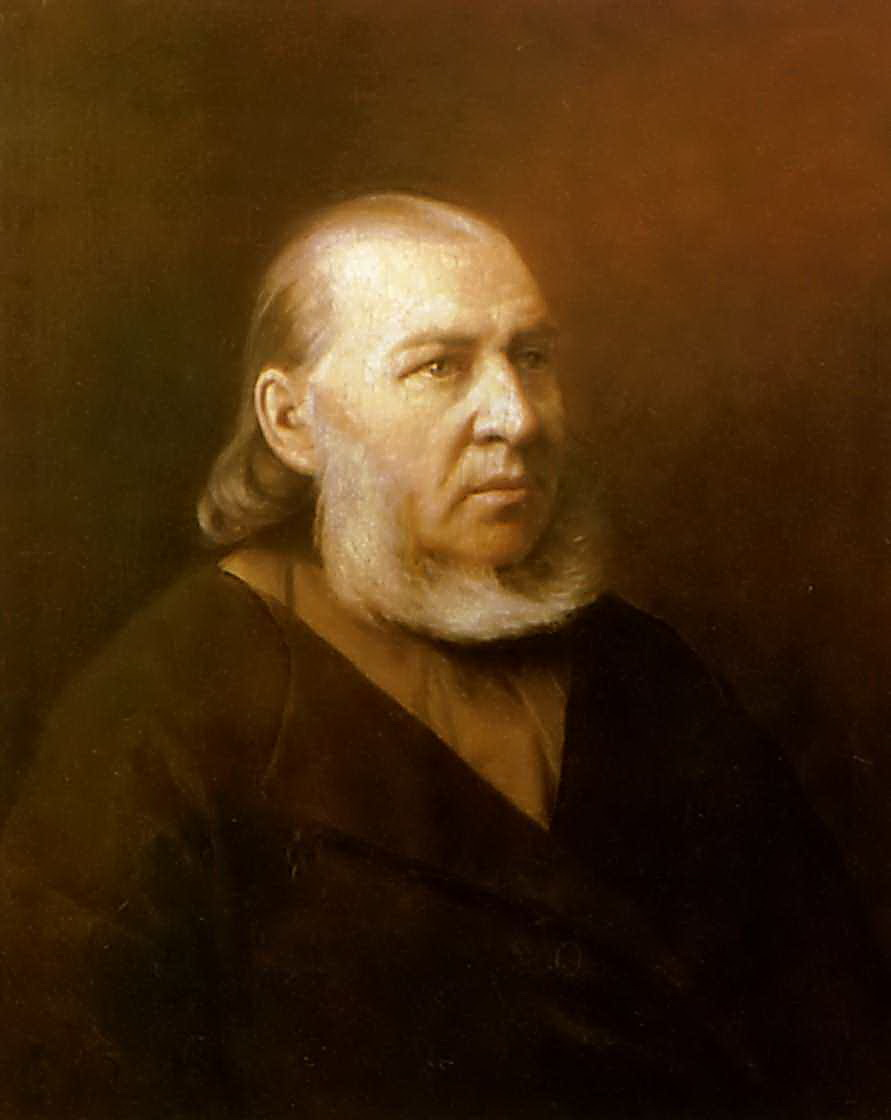
С. Т. Аксаков

У літературному розділі експозиції представлені матеріали, які розповідають про період навчання С. Т. Аксакова в Казані, його театрально-критичної діяльності, про творчість письменника в контексті російської літератури XVIII—XIX століть, його найближчому оточенні. Один із розділів експозиції присвячений життю і діяльності Костянтина і Івана Аксакових — ідеологів слов'янофільства.
У літературно-музичній вітальні музею відтворено інтер'єр губернаторського будинку другої половини XIX століття. Документальні матеріали цього залу пов'язані з діяльністю сина Сергія Тимофійовича Аксакова — Григорія, який в середині 60-х років був губернатором Уфимської губернії. Тут можна побачити меблевий гарнітур з губернаторського дому Г.С. Аксакова. У цій же кімнаті знаходяться матеріали, присвячені пам'яті С.Т. Аксакова: родовідне дерево письменника, креслення Аксаковського народного дому, фотографії моменту освячення його закладки, види Уфи в 1856 році, герб Уфимської губернії, гравюри та фотографії Уфи XIX—XX ст., малюнки М. Богатова до казки С.Т. Аксакова «Аленький цветочек».
Щорічно музей спільно з Аксаковським фондом проводить Міжнародне Аксаковське свято, наукові читання, виставки, літературно-музичні вечори, камерні концерти старовинної і класичної музики та інші.